# Budanje
Budanje (pronunciación eslovena: [buˈdaːnjɛ]; alemán: Budaine; italiano: Budagne) es una localidad eslovena perteneciente al municipio de Ajdovščina en el oeste del país.
En 2020, la localidad tenía una población de 842 habitantes.
Se conoce la existencia de la localidad desde 1499. El pueblo ha basado históricamente su economía en el cultivo de frutas y en la viticultura. Sin embargo, es más conocido por haber sido durante siglos un importante centro de elaboración artesanal de cepillos y escobas de sorgo; esta actividad es actualmente muy minoritaria en el pueblo, pero es un símbolo local y se siguen elaborando cepillos y escobas con fines ornamentales y turísticos.
La localidad se ubica en la periferia suroriental de la capital municipal Ajdovščina, al sur de la carretera 207 que lleva a Godovič.